# Historyland
Historyland is een themapark en museum in Hellevoetsluis met als thema's historie, prehistorie en permacultuur. Historyland biedt een combinatie van serieuze museumexposities en kinderattracties aan en trekt als doelgroep voornamelijk scholieren en families, maar is vanwege de musea ook interessant voor volwassenen. Historyland geeft de mogelijkheid om kinderfeestjes te organiseren en er worden gratis lezingen gegeven.

## Historie
Op het gebied historie zijn er onder anderen de Tentoonstelling 1940 - 1945 met militaire uniformen uit de Tweede Wereldoorlog, een bunker uit de Tweede Wereldoorlog en het Oorlogsveld met o.a. tanks, raketten en een helikopter uit de Eerste Wereldoorlog tot de Koude Oorlog. In het Historypark zelf staat een MIG-21 straaljager.

## Prehistorie
De focus bij het park ligt sterk op de prehistorie, met meerdere zalen en locaties met skeletten en replica's. Het museumgedeelte bestaat uit de Historische Boerderij, dat zich richt op de ijstijd tot de diepe prehistorie. Daarnaast is er de tentoonstelling Oeroceaan dat de prehistorie van het onderwater Mioceen laat zien en op een aparte locatie staat een levensechte replica van de Zuidelijke olifant. Verspreid over het buitenpark staan replica's van dinosaurusen, waarvan sommige geanimeerd zijn.
Een onderdeel van Historyland is het Mammoet Laboratorium een onderzoekslab dat een grote verzameling van botten, tanden en kiezen bevat en bezocht kan worden als de Conservator aanwezig is. De verzameling fossielen zijn voor het grootste deel gedoneerd door paleontoloog Dick Mol, die al vanaf het begin aanwezig was bij Historyland en daar bijv. lezingen gaf.

## Kinderattracties
Een groot deel van historyland richt zich op kinderen. Zo is er een waterpark, speeltuin en een midgetgolf en worden er activiteiten uitgevoerd zoals fossielen zoeken en het Goudzoekersdorp. In het Historypark zelf staan natuurlijk de enorme dinosaurussen en een snackbar.

## Permacultuur
De Permacultuurtuin is een bijproject van Historyland, wanneer de tuin klaar is zal er landbouw worden bedreven met varkens en oude werktuigen zoals de zeis en de riek. Het doel is om de producten lokaal in Hellevoetsluis te verkopen.

## Geschiedenis
Het themapark werd opgericht door lokale autobanden ondernemer Arie van den Ban samen met zijn vrouw Sandy van den Ban. In maart van 2014 werd de eerste paal van Historyland geslagen. Dit zal een museumcomplex worden dat aangesloten wordt aan een oude boerderij uit 1947. De komende twee jaar zal het park worden ontwikkeld om uiteindelijk de deuren te openen op 28 mei 2016. ter promotie van de opening wordt er op 4 juni een oldtimer tour-rally georganiseerd die bij Historyland begint. Het park was al gelijk een succes en trok het eerste half jaar 20.000 bezoekers aan.

## Galerij

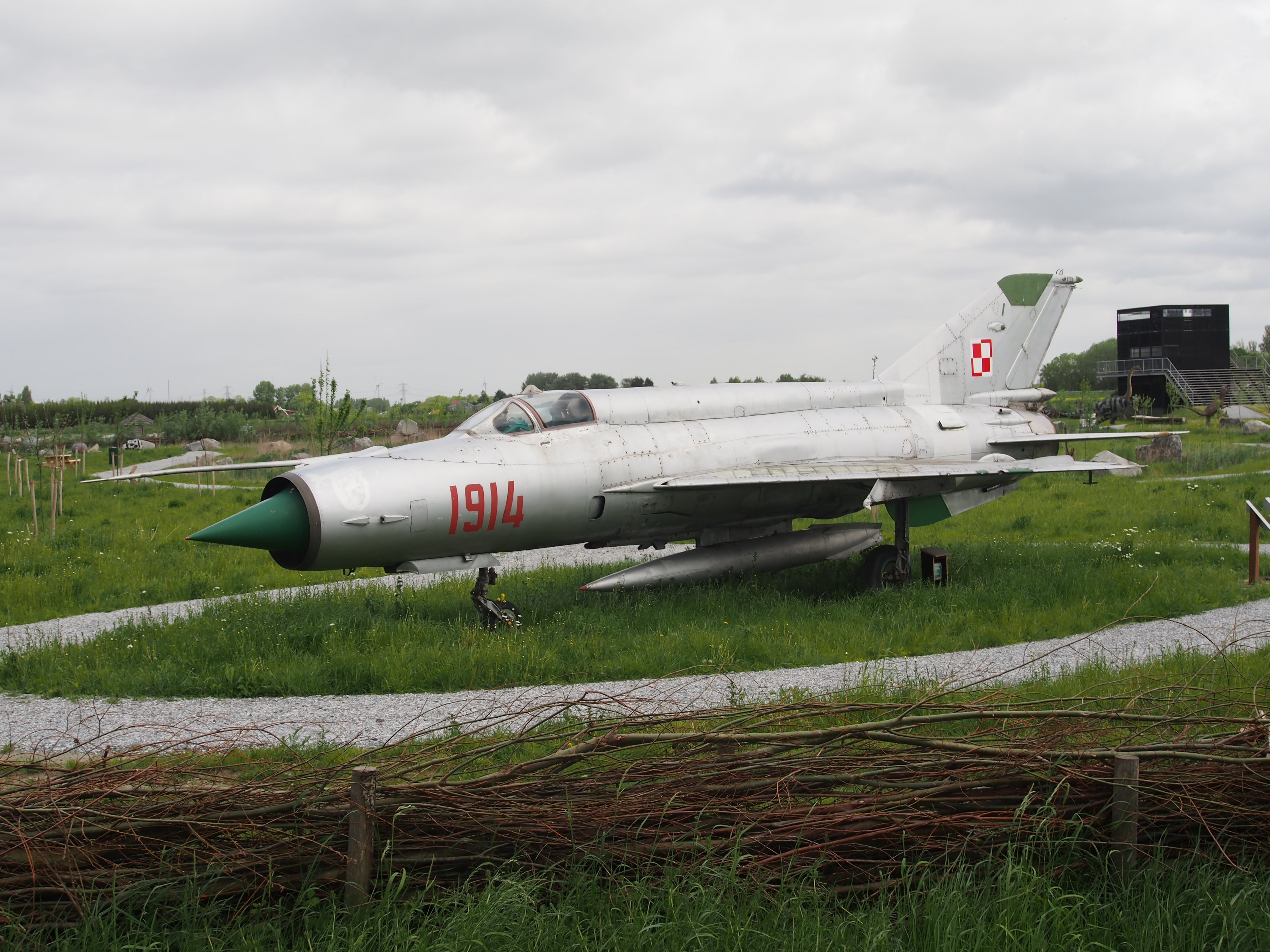
Poolse MiG21
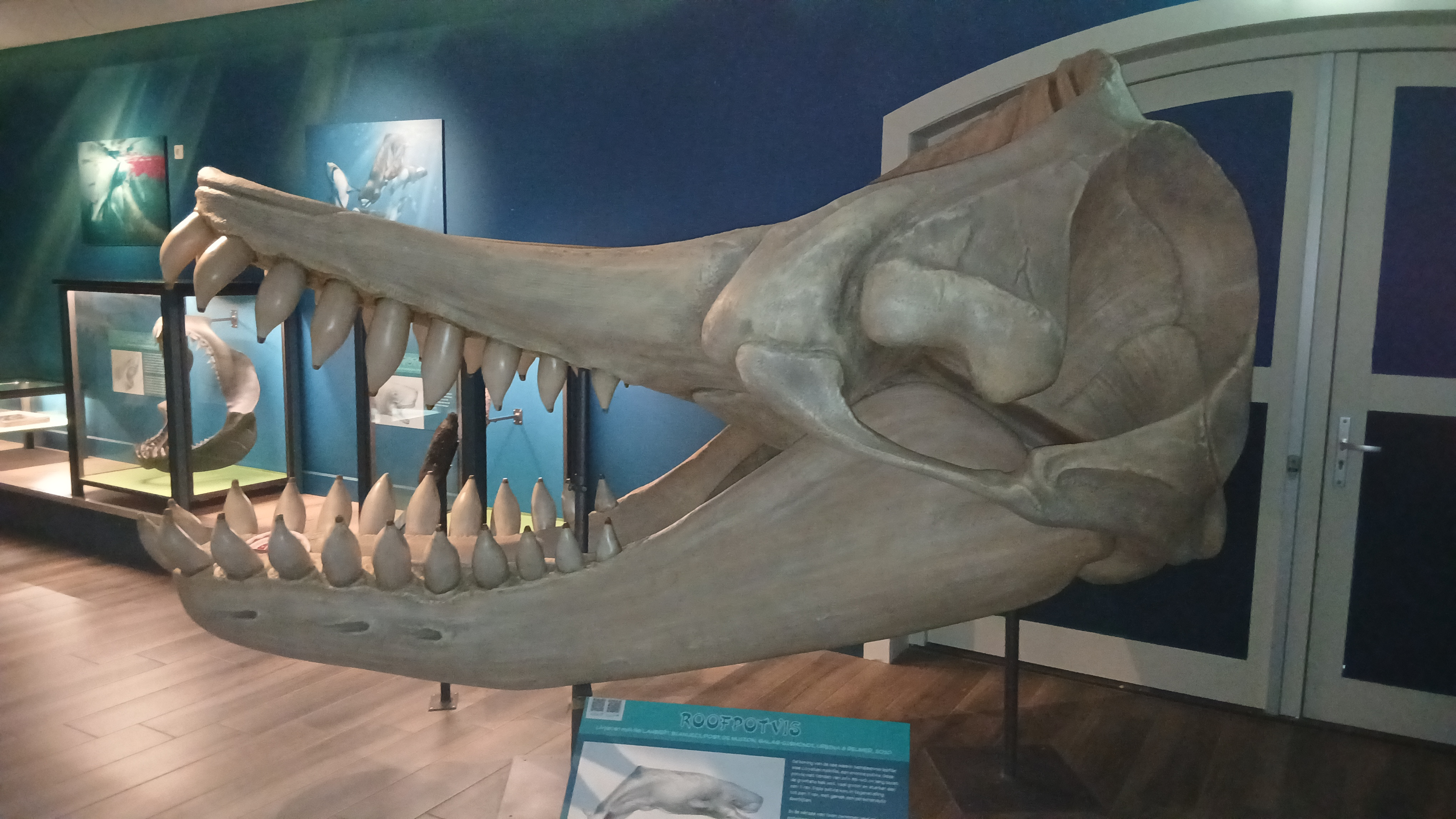
Schedel Roofpotvis
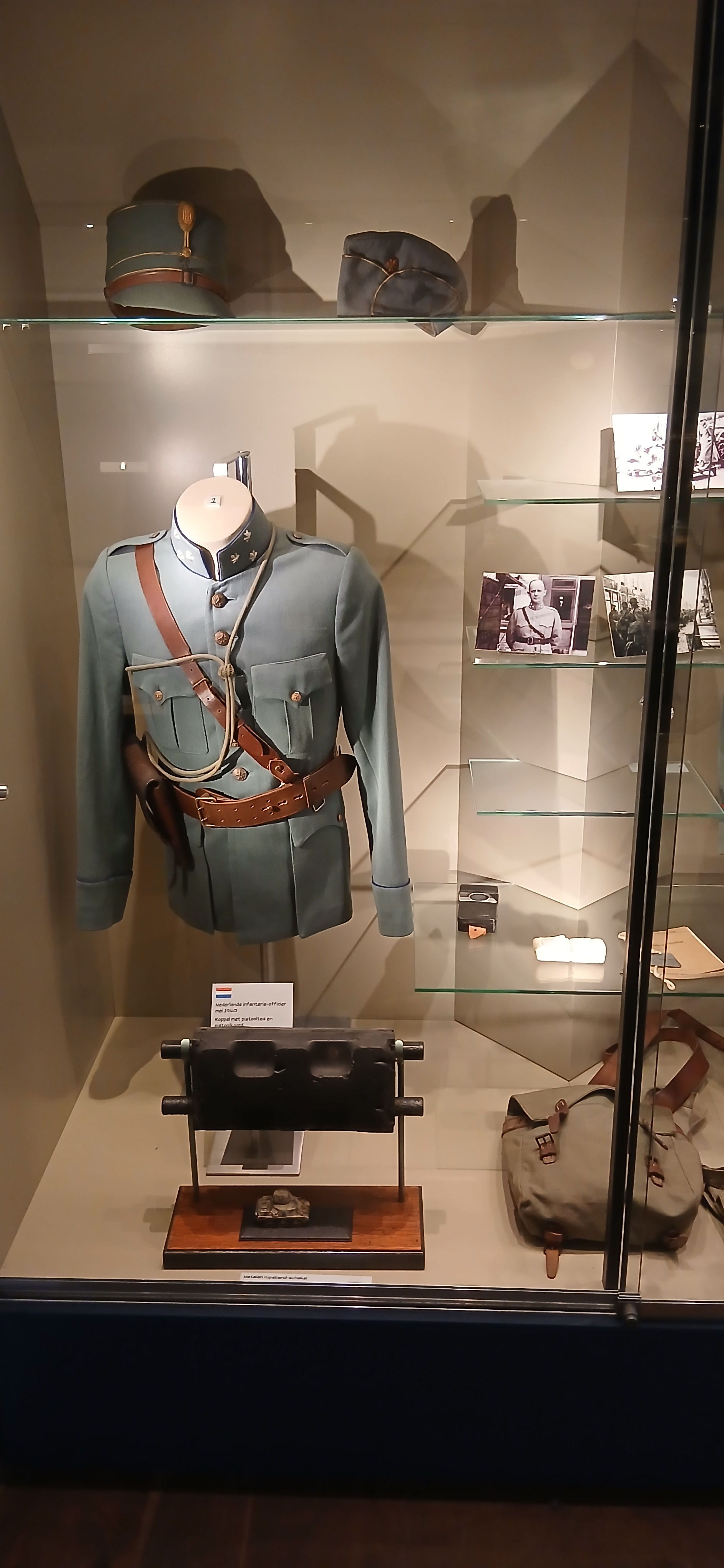
Uniform Nederlandse Infanterie-Officier (1940)
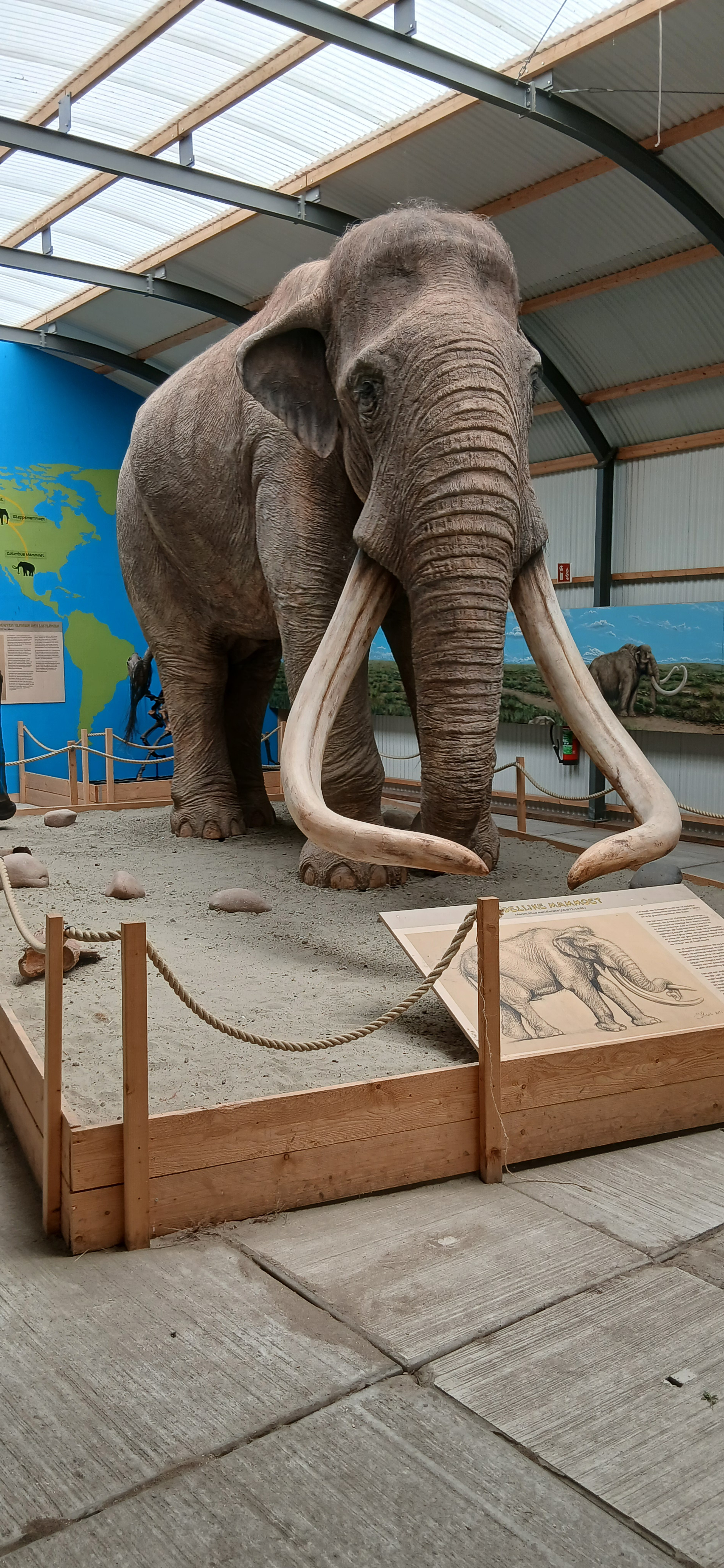
Levensecht model Zuiderlijke Mammoet

## Externe Links
- Officiële website